# Autoire
Autoire (okzitanisch Altoire) ist eine französische Gemeinde mit 376 Einwohnern (Stand 1. Januar 2022) im Département Lot in der Region Okzitanien (zuvor Midi-Pyrénées). Der Ort zählt zu den „Schönsten Dörfern Frankreichs“.

## Lage
Autoire liegt im Nordosten der an kulturellen und kulinarischen Attraktionen reichen Landschaft des Quercy etwa 73 Kilometer (Fahrtstrecke) in nordöstlicher Richtung von Cahors entfernt. Bis zur Kantonshauptstadt Saint-Céré sind es etwa 8 Kilometer in östlicher Richtung; Beaulieu-sur-Dordogne liegt etwa 19 Kilometer nördlich. Die ebenfalls zu den „Schönsten Dörfern Frankreichs“ gehörenden Ortschaften Carennac und Martel liegen etwa 13 bzw. 30 Kilometer nordwestlich; Loubressac liegt etwa 5 Kilometer nordwestlich. Der mittelalterliche Pilgerort Rocamadour liegt etwa 23 Kilometer in südwestlicher Richtung.

## Bevölkerungsentwicklung
| Jahr      | 1962 | 1968 | 1975 | 1982 | 1990 | 1999 | 2006 | 2018 |
| Einwohner | 207  | 234  | 209  | 233  | 272  | 312  | 336  | 358  |

Im 19. Jahrhundert hatte der Ort stets zwischen 460 und 630 Einwohner. Infolge der Reblauskrise und der Mechanisierung der Landwirtschaft ist die Bevölkerungszahl in der ersten Hälfte des 20. Jahrhunderts deutlich zurückgegangen. Nach dem Tiefstwert des Jahres 1962 ist jedoch wieder ein leichter Anstieg zu beobachten.

## Wirtschaft
An den Hanglagen sieht man noch einige Gemüsegärten, doch spielen die Einnahmen aus dem Tourismus (Hotels, Restaurants) heutzutage die größte Rolle im Wirtschaftsleben der Gemeinde. Der kleine, etwas abgelegene Ort ist jedoch nur selten überlaufen.

## Geschichte
Über die Geschichte von Autoire ist wenig bekannt. Der Ort gehörte wohl ehemals zur Vizegrafschaft Turenne. Soweit man weiß, gab es weder im Hundertjährigen Krieg (1337–1453) noch während der Hugenottenkriege (1562–1598) nennenswerte Übergriffe.

## Sehenswürdigkeiten

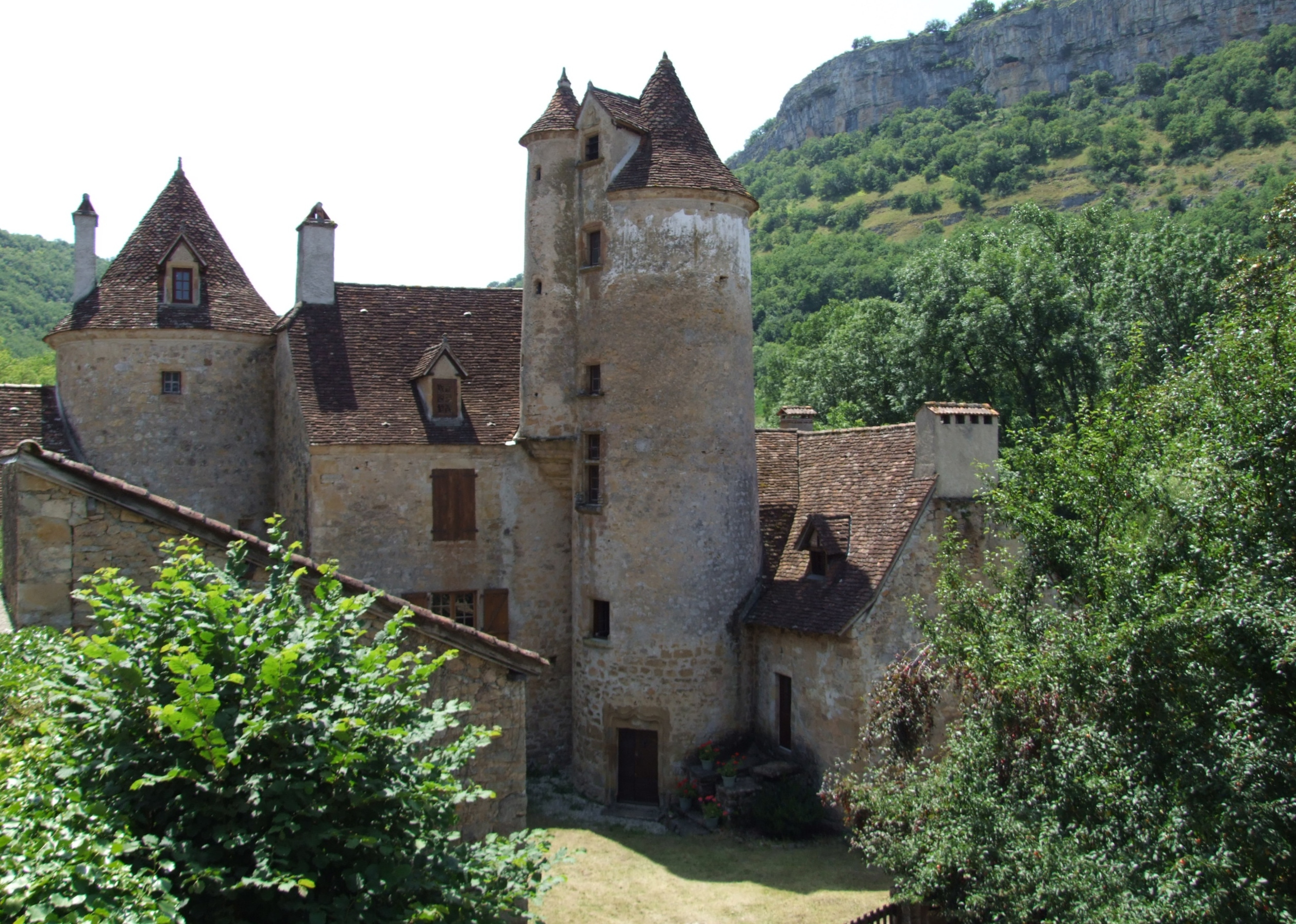
Autoire – Château de Limargue

- Das in seiner Gesamtheit mittelalterlich und idyllisch anmutende Ortsbild von Autoire hat sich in den letzten Jahren nur wenig verändert. Der Ort bietet – anders als im benachbarten Loubressac – eine Mischung aus Naturstein- oder Fachwerkfassaden.
- Das Château des Anglais aus dem 11./12. Jahrhundert wurde im Jahr 1925 als Monument historique anerkannt[2]. Es befindet sich unterhalb eines Felsüberhangs (abri) über dem Ort.
- Das Château de Bousqueilles aus dem 17. Jahrhundert ist zu einem Hotel umgebaut worden. Es ist seit 1991 als Monument historique[3] anerkannt.
- Das Château de Limargue aus dem 15. Jahrhundert beeindruckt durch einen hohen Rundturm mit kleinem seitlichen Treppenturm; es ist nicht zu besichtigen (Privatbesitz). Der Turm ist seit 1929 als Monument historique[4] ausgewiesen.
- Die etwas oberhalb des Ortes stehende Kirche Saint-Pierre mit ihrem dominanten Vierungsturm ist im Innern dreischiffig. Während die dreifenstrige Apsis und die – auf Pendentifs ruhende – Kuppelüberwölbung der Vierung noch aus mittelalterlicher Zeit (12. Jahrhundert) stammen, sind Langhaus und Westfassade im 18. und 19. Jahrhundert umgestaltet worden. Einige der Figuren am Konsolenfries am Äußeren der romanischen Apsis sind ebenfalls beachtenswert. Der Kirchenbau ist seit 1942 in die Liste der Monuments historiques[5] eingetragen.
- An der südlichen Gemeindegrenze, wo die Départementstraße D673 in die D38 mündet, eröffnet sich der Rundblick auf den Cirque d’Autoire, ein imposanter Talkessel, dessen Form an ein natürliches Amphitheater erinnert. In nächster Nähe ist auch ein Wasserfall zu sehen.